# Green Lung

Green Lung — британський стоунер-дум гурт, створений у 2017 році в Лондоні, на даний час співпрацює з Nuclear Blast Records . 

## Історія
Green Lung розпочали свою музичну подорож, виступаючи для невеликих аудиторій у місцевих пабах і здобуваючи популярність, зокрема, завдяки активній присутності в Instagram . Згодом гурт уклав свій перший контракт із німецьким незалежним лейблом Kosmic Artifactz. У 2018 році вони випустили дебютний мініальбом "Free the Witch", а вже в березні 2019-го - повноформатний альбом "Woodland Rites". Цей реліз привернув увагу музичних критиків, отримавши високі оцінки в спеціалізованих виданнях: Річ Вебб із Disorted Sound назвав його "абсолютно дивовижним", а Дейв Ноулз із Metal Temple охрестив його "моментальною класикою".
У 2020 році гурт підписав контракт із фінським лейблом Svart Records, який спеціалізується на дум-металі. Вокаліст Том Темплар в одному з інтерв'ю зазначив, що вони обрали Svart замість неназваного великого лейбла, назвавши їх "останнім бастіоном добра в музичній індустрії". У 2021 році гурт виступив на фестивалі BloodStock, а в жовтні того ж року випустив альбом Black Harvest. Цей реліз також отримав схвальні відгуки, зокрема від таких великих видань, як Kerrang!.
У липні 2022 року гурт підписав контракт із Nuclear Blast Records, а в листопаді виступив на фестивалі Damnation, знову отримавши схвальні відгуки від Kerrang!
Наприкінці 2022 року гурт підтримав Clutch у міжнародному турі.

## Впливи та музичний стиль
Музичний стиль Green Lung описують як такий, що значно черпає натхнення з британського класичного року та раннього хеві-металу. Рецензенти відзначають вплив творчості Queen, Deep Purple і особливо матеріалу Black Sabbath 1970-х років.
Тексти пісень і візуальна естетика гурту натхненні фольк-хорор фільмами 1960-70-х років, а також британським фольклором, зокрема образом Зеленого Чоловіка і легендами про відьом із Пендела.
Гурт співпрацює з англійським графічним дизайнером і ілюстратором Річардом Веллсом, який створює обкладинки альбомів, вставки для вінілових платівок, мерч та сценічні декорації. Його роботи для Green Lung виконані у власному стилі ліногравюри та відображають ті ж теми фольклору й жахів, що й тексти пісень гурту.

## Дискографія
Студійні записи
- Woodland Rites (2019)
- Black Harvest (2021)
- This Heathen Land (2023)

Мініальбоми
- Free the Witch (2018)

Демо
- Green Man Rising (2017)

Сингли
- "Lady Lucifer" (2018)
- "Let the Devil In" (2021)
- "Leaders of the Blind" (2021)
- "Reaper's Scythe" (2021)
- "Graveyard Sun" (2021)
- "Upon the Altar" (2021)
- "Mountain Throne" (2023)
- "Maxine (With Queen)" (2023)
- "One for Sorrow" (2023)

## Список джерел
1. ↑  Abbatoir (18 листопада 2022). Green Lung – Ink Record Deal With Nuclear Blast. Metal Storm. Процитовано 5 серпня 2023.
2. ↑  Leonie Cooper (30 липня 2021). Green Lung: the folk-horror heavy metallers inspiring cult-like support. The Guardian. Процитовано 11 листопада 2022.
3. 1 2  Metal-Temple.com. Metal-Temple.com :: Green Lung – Woodland Rites (CD Review). www.metal-temple.com (англ.). Процитовано 11 листопада 2022.{{cite web}}:  Обслуговування CS1: Сторінки з параметром url-status, але без параметра archive-url (посилання)
4. ↑  Ground, The Screaming (4 лютого 2020). Green Lung sign to Svart. The Screaming Ground (англ.). Процитовано 11 листопада 2022.
5. ↑  Leonie Cooper (30 липня 2021). Green Lung: the folk-horror heavy metallers inspiring cult-like support. The Guardian. Процитовано 11 листопада 2022.
6. ↑  Band Profile for GREEN LUNG – boa-2021 | Bloodstock. www.bloodstock.uk.com. Процитовано 11 листопада 2022.
7. ↑  Album review: Green Lung – Black Harvest. Kerrang! (англ.). 27 жовтня 2021. Процитовано 11 листопада 2022.
8. ↑  Abbatoir (18 листопада 2022). Green Lung – Ink Record Deal With Nuclear Blast. Metal Storm. Процитовано 5 серпня 2023.
9. ↑  13 of the gnarliest moments from Damnation Festival 2022. Kerrang! (англ.). 9 листопада 2022. Процитовано 11 листопада 2022.
10. ↑  Green Lung – Confirm European Spring Tour Dates. Metal Storm (англ.). Процитовано 5 серпня 2023.
11. ↑  Askew, Robin (14 грудня 2022). REVIEW: CLUTCH/GREEN LUNG/TIGERCUB, O2 ACADEMY. Bristol 24/7. Процитовано 8 травня 2023.
12. ↑  Webb, Rich (18 березня 2019). ALBUM REVIEW: Woodland Rites – Green Lung. Distorted Sound Magazine (брит.). Процитовано 12 серпня 2023.
13. ↑  Weaver, James (21 жовтня 2021). ALBUM REVIEW: Black Harvest – Green Lung. Distorted Sound Magazine (брит.). Процитовано 12 серпня 2023.
14. ↑  Ruskell, Nick (27 жовтня 2021). Album review: Green Lung – Black Harvest. Kerrang.com. Kerrang!. Процитовано 12 серпня 2023.
15. ↑  Leonie Cooper (30 липня 2021). Green Lung: the folk-horror heavy metallers inspiring cult-like support. The Guardian. Процитовано 11 листопада 2022.
16. ↑  Leonie Cooper (30 липня 2021). Green Lung: the folk-horror heavy metallers inspiring cult-like support. The Guardian. Процитовано 11 листопада 2022.
17. ↑  Green Lung announce third album This Heathen Land, release single…. Kerrang! (англ.). 7 серпня 2023. Процитовано 12 серпня 2023.
18. ↑  Woodland Rites, by GREEN LUNG. GREEN LUNG (англ.). Процитовано 9 вересня 2024.